# مايلز براونينج
مايلز براونينج (بالإنجليزية: Miles Browning)‏ هو ضابط أمريكي، ولد في 10 أبريل 1897 في بيرث أمبوي في الولايات المتحدة، وتوفي في 29 سبتمبر 1954 في بوسطن في الولايات المتحدة بسبب ذئبة حمامية شاملة.